# Phrynobatrachus dispar
Phrynobatrachus dispar je vrsta žabe iz porodice Phrynobatrachidae. Poznata je kao eng. Peters' river frog – Petersova riječna žaba i eng. Príncipe puddle frog – Príncipska barska žaba. Endem je Sao Tome i Principea. Njegovo prirodno stanište su lokve u prašumi, farmsko grmlje (jako degradirana bivša šuma) i napuštene plantaže. Wilhelm Peters ga je prvi put opisao kao Arthroleptis dispar 1870. Vrsta se nalazi na otoku Príncipe u područjima do 947 metara nadmorske visine.